# Ерик Саде
Ерик Саде (швед. Eric Saade; Катарп, Хелсингборг, 29. октобар 1990) је шведски певач. Са песмом „Popular“, освојио је треће место на Песми Евровизије 2011. у Диселдорфу, Немачка.